# Tacy Macalos
Tacy Macalos (* 28. Oktober 1965 in Philippinen) ist ein ehemaliger philippinischer Boxer im Halbfliegengewicht. 

## Profikarriere
Im Jahre 1984 begann er seine Profikarriere. Am 4. November 1984 boxte er gegen Choi Jum-hwan um den Weltmeistertitel des Verbandes IBF und siegte nach Punkten. Diesen Gürtel verlor allerdings bereits in seiner ersten Titelverteidigung im Mai des darauffolgenden Jahres an Muangchai Kittikasem.
Im Jahre 1994 beendete er seine Karriere.